# Друга тернопільська гімназія
Друга державна тернопільська гімназія імені Юліуша Словацького — колишній середній навчальний заклад у місті Тернопіль. Була навана на честь Юліуша Словацького — великого польського поета і драматурга, одного із трьох національних поетів-пророків польської літератури.

## Відомості

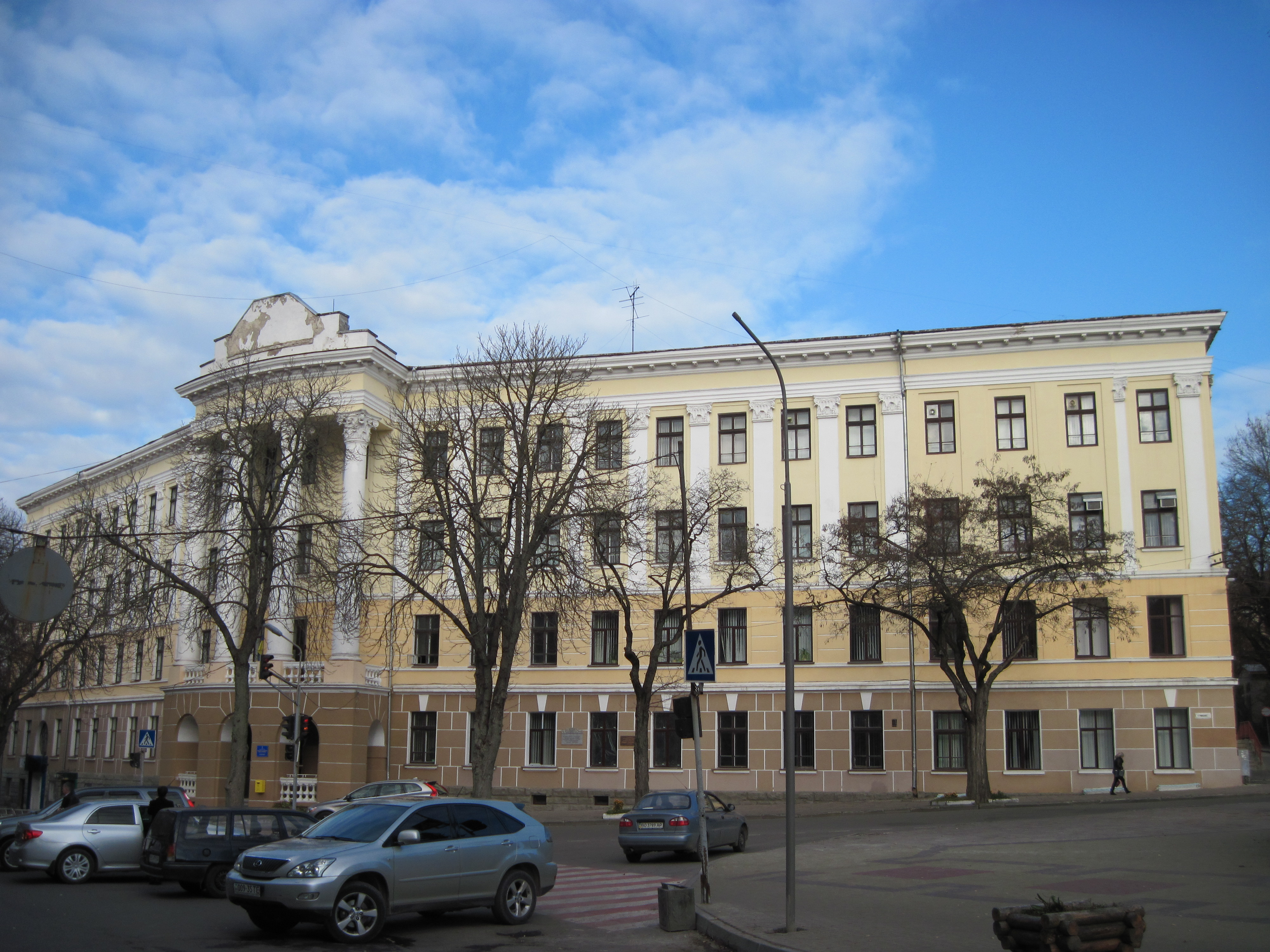
Будівля колишньої гімназії, листопад 2013

Заснована розпорядженням Міністерства віросповідань та освіти Австро-Угорщини від 15 вересня 1905 року. Діяла з 1 лютого 1906 року як самостійна філія Першої тернопільської гімназії. 1 вересня 1908 року отримала назву «Друга тернопільська гімназія з польською мовою навчання» на основі найвищого розпорядження від 20 грудня 1907 року. Спочатку діяла у приміщенні колишнього монастиря домініканців, яке винаймали.
Будівля гімназії вартістю 394214,78 корон станом на 20 вересня 1911 року була готовою до користування. Урочистості з нагоди посвячення будівлі розпочались 18 листопада 1911 року службою Божою, яку відправив ксьондз-інфулат доктор Болеслав Твардовський (митрополит львівський (3 серпня 1923 — 22 листопада 1944) у парафіяльному костелі. Болеслав Твардовський також посвятив будівлю після урочистої зустрічі о 10°° перед нею, яку влаштували для віце-президента Краєвої шкільної ради Ігнація Дембовського. Для гостей та учасників грав оркестр Першої гімназії, зокрема, виконав полонез Шопена. До гімназистів з промовою звернулись, зокрема, Б. Твардовський, І. Дембовський, після них директор Першої гімназії д-р Маврицій Мацішевський.
Відкрита в центрі старого міста на тодішній вулиці Святого Яна (Святоянської) водночас з українською школою на тодішній вулиці Костюшка (будівля не збереглася). У 1935 році була названа на честь Юліуша Словацького — великого польського поета і драматурга, одного із трьох національних поетів-пророків польської літератури.
Під час Першої світової війни навчання припинили, в будинку розмістилися військові частини. Згодом — російський військовий госпіталь, з вересня 1916 року — Севастопольський госпіталь Червоного Хреста, який діяв тут до середини 1917 року.
У перші дні листопада 1917 року навчання в гімназії відновили. У 1917/1918 навчальному році (до квітня 1918) у приміщенні Другої тернопільської гімназії діяла Тернопільська українська гімназія; навчання проходило після опівдня. Також Тернопільська українська гімназія діяла тут після відновлення навчання в листопаді 1919 року (принаймні до кінця 1920/1921 навч. року).
23 листопада — 31 грудня 1919 в будинку перебував уряд Західноукраїнської Народної Республіки, працював голова уряду ЗУНР Сидір Голубович.
У приміщенні гімназії з 1920 до 1927 року також працювала приватна жіноча гімназія.
Бібліотека закладу в 1931/32 навч. році налічувала 1759 праць (1989 томів).
У гімназії діяла «Дружина харцерів імені Т. Костюшка» (зокрема, 1938 року налічувала 82 учнів, з них 7 скаутів).
Гімназія в 1931/1932, 1938 роках зокрема використовувала гімнастичний зал закритої польською владою Української гімназії, в якій діяла жіноча гімназія імені Пілсудського.
Під час Другої світової війни будівля зазнала сильних руйнацій. У відбудованому в 50-х роках приміщенні спочатку розмістився Тернопільський облвиконком, з 1986 року — середня школа № 4 з російською мовою навчання.
У приміщенні нині діє Тернопільська загальноосвітня школа № 4.

## Відомі люди

### Очільники
- Міхал Сівак (1909,[13] 1910[14])
- Влодзімеж Ленкевич — урядовий комісар (1920—січень 1926) і бургомістр (1929—1934) Тернополя,[15] почесний громадянин Тернополя;[16] на посаді у 1911,[17] 5 грудня 1929 року взяв відпустку для виконання обов'язків бургомістра Тернополя, 30 листопада 1931 року на власне прохання переведений у стан спочинку[18].
- Адам Гайльперн — після відставки Ленкевича,[18] 1937/38 навч. року[19])

### Викладачі
- Никифор-Еміліян Садовський — український математик, педагог, діяч культури. Дійсний член НТШ (з 1922).[20]
- Іван Свистун — доктор наук, педагог, селекціонер-аматор,[21] також учитель біології Жіночої гімназії імені маршалка Пілсудського[22]
- Станіслав Відацький
- Юзеф Сташевський (Галічер) — польський географ, історик географії і педагог єврейського походження[23].

### Випускники, учні
- Шолдра Діонізій[24]
- Чеслав Бліхарський[25]
- Броніслав Влодарський (у 1912/1913 році учень VIIb класу[26])
- Юзеф Скшипек[27]